# Lijst van voetbalinterlands Afghanistan - Kirgizië (vrouwen)
Deze lijst van voetbalinterlands is een overzicht van alle officiële voetbalinterlands tussen de nationale vrouwenteams van Afghanistan en Kirgizië. De landen hebben tot nu toe twee keer tegen elkaar gespeeld. De eerste wedstrijd was op 23 augustus 2013 in Bisjkek als vriendschappelijk duel. De laatste confrontatie vond plaats tijdens het Centraal-Aziatisch kampioenschap voetbal vrouwen op 27 november 2018 in Tasjkent.

## Wedstrijden
| № | Plaats   | Datum            | Competitie                                            | Wedstrijd              | Uitslag |
| - | -------- | ---------------- | ----------------------------------------------------- | ---------------------- | ------- |
| 1 | Bisjkek  | 23 augustus 2013 | Vriendschappelijk                                     | Kirgizië − Afghanistan | 0 − 1   |
| 2 | Tasjkent | 27 november 2018 | Centraal-Aziatisch kampioenschap voetbal vrouwen 2018 | Kirgizië − Afghanistan | 1 − 0   |

## Samenvatting
| Competitie                                       | Totaal gespeeld | Winst Afghanistan | Gelijk | Winst Kirgizië | Doelsaldo Afghanistan – Kirgizië |
| ------------------------------------------------ | --------------- | ----------------- | ------ | -------------- | -------------------------------- |
| Centraal-Aziatisch kampioenschap voetbal vrouwen | 1               | 0                 | 0      | 1              | 0 − 1                            |
| Vriendschappelijk                                | 1               | 1                 | 0      | 0              | 1 − 0                            |
| Totaal                                           | 2               | 1                 | 0      | 1              | 1 − 1                            |